# Peugeot 905
Chronologie des modèles (1990 - 1993)
Peugeot 908 HDi FAP
La Peugeot 905 est une voiture de course de catégorie sport-prototypes de la génération dite des « Sports 3,5 L ». Connaissant plusieurs évolutions aérodynamique et mécanique, elle fut victorieuse des 24 Heures du Mans en 1992 et 1993 et fut Championne du monde des voitures de sport en 1992. La Peugeot 905 a participé à 17 courses entre septembre 1990 et juin 1993 et a remporté 9 victoires.

## Histoire
En 1988, l'équipe Peugeot Talbot Sport de Jean Todt lance le « projet 905 », pour participer au « Championnat du monde des Sport-prototypes », proposé par la FIA.

### Début en compétition

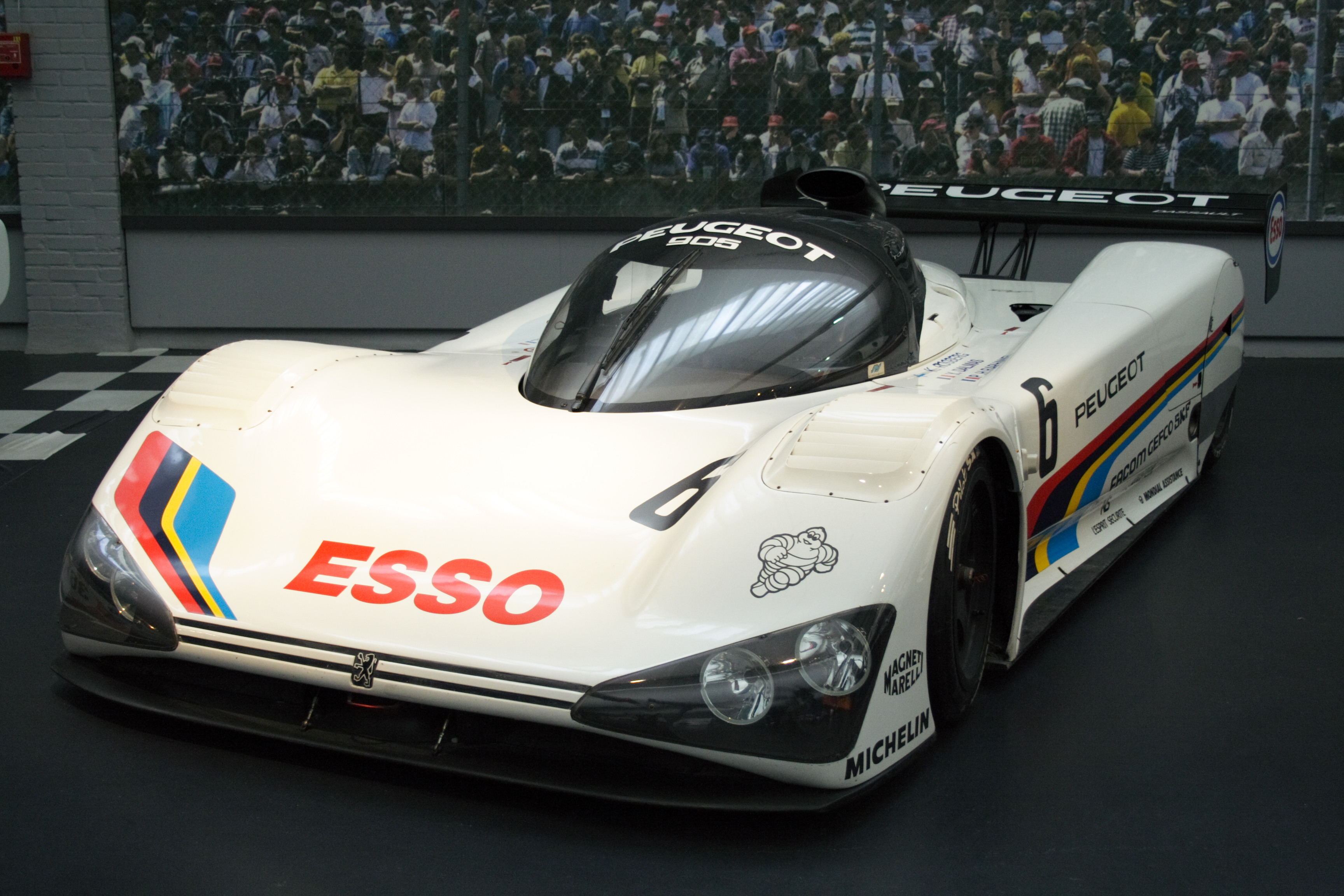
La 905 dans sa première version de 1990.

Techniquement très aboutie, la 905 utilise un châssis en fibre de carbone conçu en collaboration avec Dassault Aviation et un moteur V10 en alliage léger proche de ce qui se faisait en Formule 1 à l'époque.
La 905 est présentée officiellement le 4 juillet 1990 à Magny-Cours, avec le pilote Jean-Pierre Jabouille au volant. Elle participe à sa première course sur le circuit Gilles Villeneuve de Montréal en septembre 1990, pour l'avant-dernière course d'un championnat alors dominé par Sauber-Mercedes et Silk Cut-Jaguar.
En essais, la 905 se retrouve à 3 secondes des meilleurs, et la fiabilité n'est pas encore au rendez-vous. Il s'agit surtout d'un rodage pour l'équipe de Jean Todt.

### 1991: La montée en puissance
Début 1991, la 905 « Evolution 1 » connaît toujours quelques problèmes de performances et de fiabilité, mais obtient tout de même une victoire heureuse à Suzuka au Japon. Aux 24 Heures du Mans, les deux voitures sont véloces, mais abandonnent, la première à 18 h 30 pour une panne d'allumage, la seconde à 21 h 45 pour un problème de boîte de vitesses. Les 905 sont adaptées aux courtes courses du championnat, dites course de « Sprint » de 430 km, mais pas encore pour la seule vraie course d'endurance de l'année que constitue Le Mans. Jean Todt avait d'ailleurs annoncé qu'il venait courir « les 6 heures du Mans ».
Devant la domination outrageuse des Jaguar XJR-14, André de Cortanze et Robert Choulet modifient considérablement leur 905 en cours de championnat 1991. La 905 « Evolution 1 bis » se distingue essentiellement de sa première version au niveau de l'aérodynamisme avec l'adoption d'un grand aileron arrière biplan emprunté à la XJR-14, un aileron avant réglable, des tunnels de canalisation d'air autour du cockpit pour alimenter deux radiateurs latéraux, et un moteur à la fois plus puissant et plus léger. Ces modifications vont rapidement porter leurs fruits. Si la course au Nürburgring se solde par deux abandons, le duo Rosberg-Dalmas enchaîne deux victoires consécutives à Magny-Cours et à Mexico devant l'équipage Alliot-Baldi. Avec ces deux doublés, Peugeot termine deuxième du championnat.
Mais en coulisse les choses se compliquent. L'évolution du règlement voulu par la FIA décime les petits concurrents privés qui n'ont pas les moyens de développer les nouveaux moteurs 3,5 L. Les droits TV et la participation financière des circuits ne sont pas suffisamment redistribués pour que les petits concurrents garnissent le plateau. Jean Todt se bat aux côtés de Toyota pour sauver le championnat 1992 étant donné que Jaguar et Mercedes se sont retirés pour diverses raisons.

### 1992: Le sacre

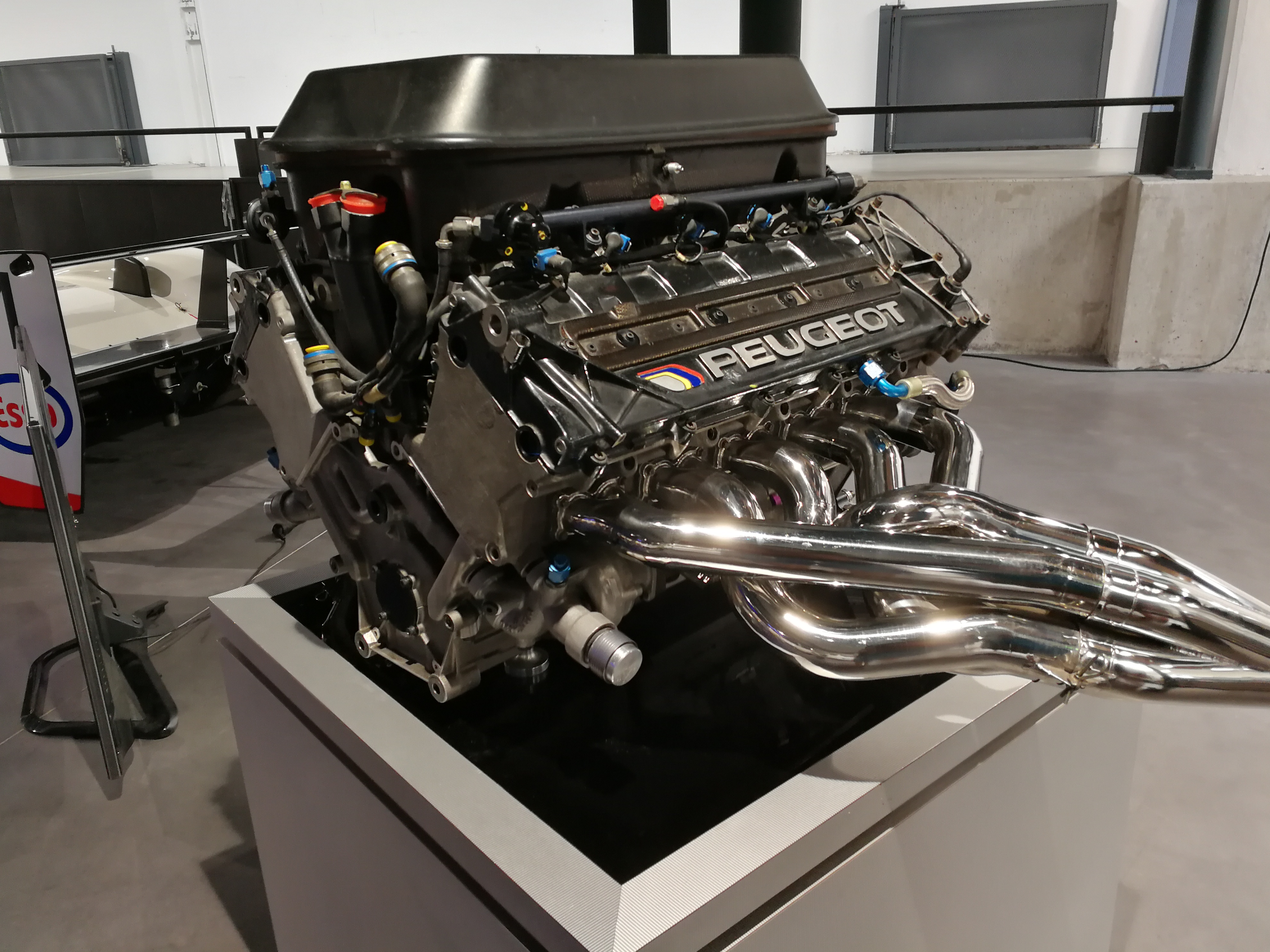
Moteur de la 905.

Il y a finalement onze concurrents au départ de la première épreuve à Monza. Les 905 réalisent la pole et le meilleur tour mais Yannick Dalmas est victime du blocage de ses freins à deux tours de l'arrivée et sa 905 part en tonneau. C'est donc la concurrente de Peugeot, la Toyota TS010, qui remporte l'épreuve.
Les 24 Heures du Mans 1992 restent une compétition de qualité mais même en autorisant quelques anciens FIA Groupe C à moteur turbo, il n'y aura que 28 prototypes au départ. La bataille est rude en début de course entre les 905 version LM, les Toyota et la Mazda MXR-01, très efficace sous la pluie. La 905 pilotée par Yannick Dalmas, Derek Warwick et Mark Blundell se positionne en tête dès la troisième heure de course et ne la lâchera plus. Celle de l'équipe Alliot-Baldi-Jabouille assure la troisième place. C'est la première victoire dans la Sarthe pour Peugeot.
Dans la foulée de ce succès, Peugeot Talbot Sport va survoler le championnat en remportant toutes les courses et en réalisant toutes les pole positions : à Silverstone, Donington, Suzuka et Magny-Cours. Peugeot est Champion du Monde et, côté pilote, c'est le duo Warwick-Dalmas qui l'emporte. Malheureusement il s'agira du dernier championnat, avec seulement huit voitures au départ à Magny-Cours dont trois 905, la FIA suspend le championnat.
À noter que lors de l'ultime manche à Magny-Cours, Philippe Alliot réalise avec la 905 Evo1Bis la pole-position en 1 min 16 s 415 ce qui l'aurait placé en 6e position sur la grille de départ du Grand-Prix de France de formule 1 1993 huit mois plus tard. Entre Ayrton Senna (1 min 16 s 264) et Jean Alesi (1 min 16 s 662).
En 1992, ce temps l'aurait placé en 8e position.

### 1993: Un triplé pour finir

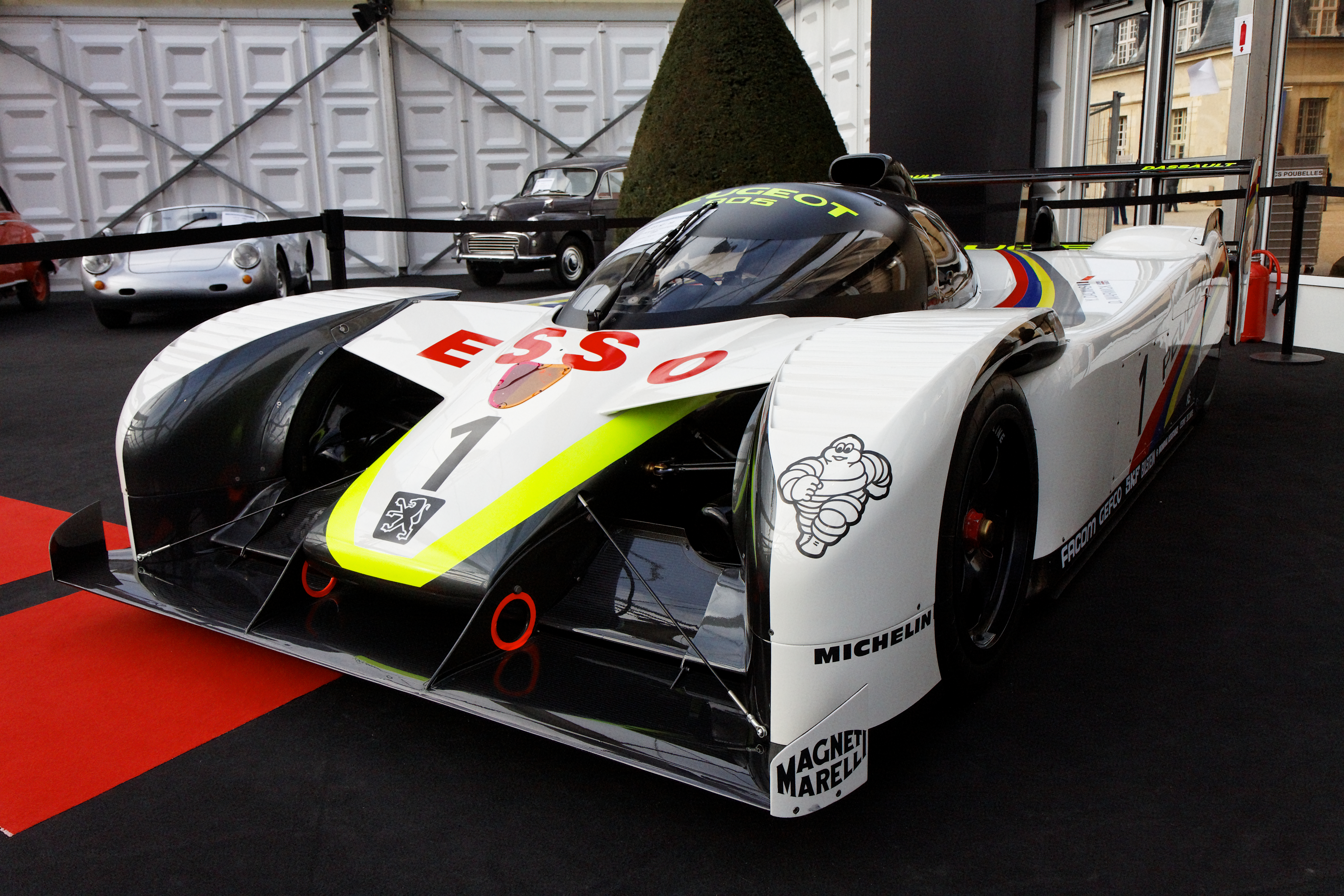
Peugeot 905 Evo 2.1 « Supercopter » de 1993.

La nouvelle arme d'André de Cortanze, la Peugeot 905 « Evolution 2 », dite aussi « Supercopter », ne disputera jamais de compétition. Elle servira tout de même de voiture laboratoire pour le développement du moteur Peugeot V10 de F1. Elle restera un mystère au niveau de ses performances. En effet, le championnat disparaissant, Peugeot n'a pas poussé le développement de cette voiture qui était plutôt faite pour le Sprint. C'est aussi pour cela que Jean Todt décide d'engager la version Evo1 Bis au Mans en 1993.
Privé de Championnat en 1993, Peugeot termine sa présence en endurance en réalisant un triplé historique au 24 Heures du Mans 1993. Contre toute attente, c'est le « junior team » composé par Christophe Bouchut, Eric Hélary et Geoff Brabham qui remporte la course devant les anciens pilotes Boutsen-Fabi-Dalmas.

### Vente des 905
Les Peugeot 905 commencent à être vendues par Peugeot, qui conserve néanmoins les deux châssis gagnants au Mans, l'EV12 et l'EV 17 (le châssis vainqueur de l'édition 1992 a été réutilisé en 1993 et a terminé deuxième). Les autres sont soit dans des musées (au Mans et à Mulhouse), soit chez des privés (EV15 et EV16 propriété de Rupert Clevely). Une Peugeot 905, l'EV13, était également chez AGS sur le circuit du Castellet et il était possible de la piloter. Ce châssis (acquis par AGS directement auprès de Peugeot Talbot Sport en 1997) a été vendu aux enchères le 7 juillet 2012 lors de la vente organisée par Artcurial au Le Mans Classic pour la somme de 654 723 €.
Enfin, une dernière 905, l'EV14, était à vendre aux enchères en 2009 mais n'a pas trouvé preneur au prix de réserve fixé.
Le 3 février 2011, la 905 EV 2.1 (Supercopter) se vend plus d'un million d'euros lors d'une vente aux enchères.

## Palmarès
‌

### Les 24 Heures du Mans
- 1991
  - 905 no 5 : Mauro Baldi - Philippe Alliot - Jean Pierre Jabouille : abandon (moteur)
  - 905 no 6 : Yannick Dalmas - Keke Rosberg - Pierre-Henri Raphanel : abandon (transmission)
- 1992  
  - 905 no 1 : Yannick Dalmas - Derek Warwick - Mark Blundell : Victoire
  - 905 no 2 : Mauro Baldi - Philippe Alliot - Jean Pierre Jabouille : 3e
  - 905 no 31 : Alain Ferté - Eric van de Poele - Karl Wendlinger : abandon (moteur)
- 1993   
  - 905 no 3 : Christophe Bouchut - Eric Hélary - Geoff Brabham : Victoire
  - 905 no 1 : Yannick Dalmas - Thierry Boutsen - Teo Fabi : 2e
  - 905 no 2 : Mauro Baldi - Philippe Alliot - Jean Pierre Jabouille : 3e

### Autres courses
- Suzuka 1991 (430km) :
  - Mauro Baldi - Philippe Alliot : Victoire
- Magny Cours 1991 (430km) :
  - Keke Rosberg - Yannick Dalmas : Victoire 1er.
  - Mauro Baldi - Philippe Alliot : 2e
- Mexico 1991 (430km) :
  - Keke Rosberg - Yannick Dalmas : Victoire
  - Mauro Baldi - Philippe Alliot : 2e
- Silverstone 1992 (500km) :
  - Derek Warwick - Yannick Dalmas : Victoire
- Donington 1992 (500km) :
  - Mauro Baldi - Philippe Alliot : Victoire
  - Derek Warwick - Yannick Dalmas : 2e
- Suzuka 1992 (1 000km) :
  - Derek Warwick - Yannick Dalmas : Victoire
  - Mauro Baldi - Philippe Alliot : 3e
- Magny Cours 1992 (500km) :
  - Mauro Baldi - Philippe Alliot : Victoire
  - Christophe Bouchut - Eric Hélary : 2e
- Test du Mans 1993 (13.6km) :
  - Mauro Baldi - Philippe Alliot : 1er

## Galerie

La 905 Evolution 1bis victorieuse des 24 Heures du Mans 1992 avec Yannick Dalmas, Derek Warwick et Mark Blundell
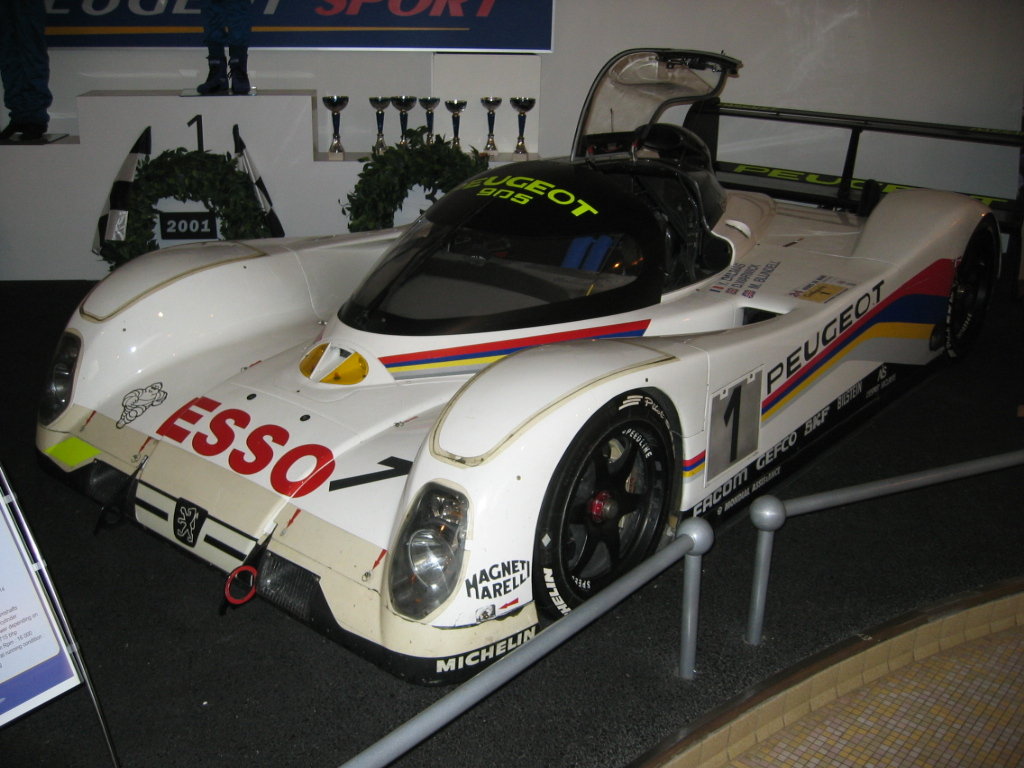
Vue entière
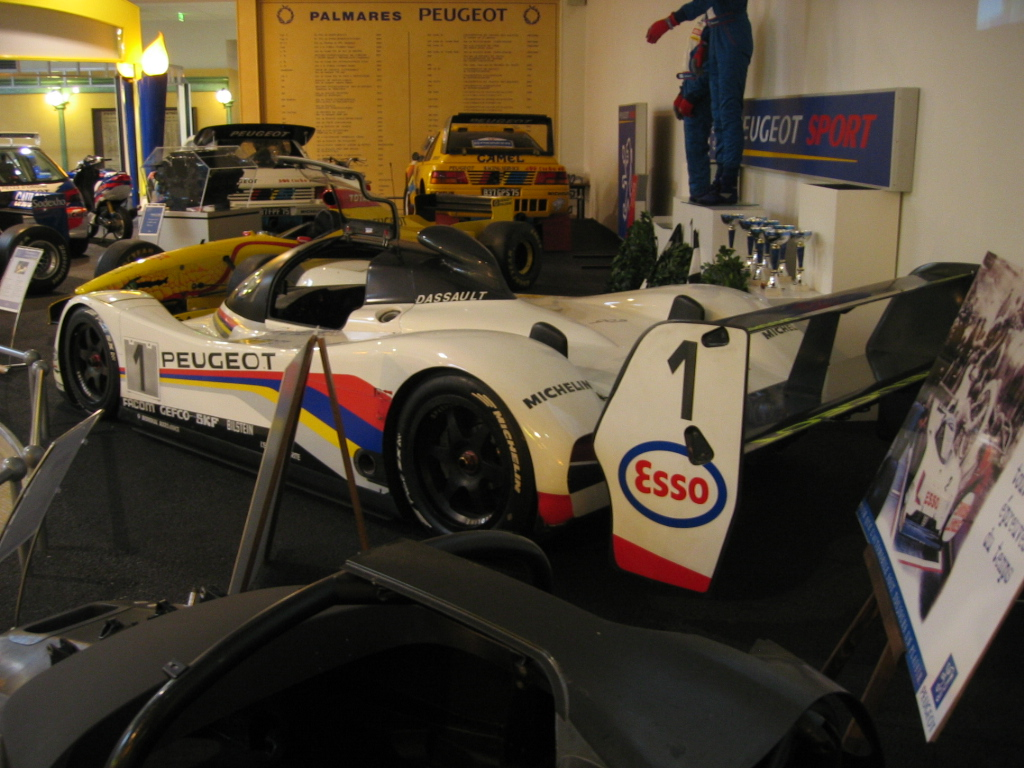
Vue de trois-quarts arrière
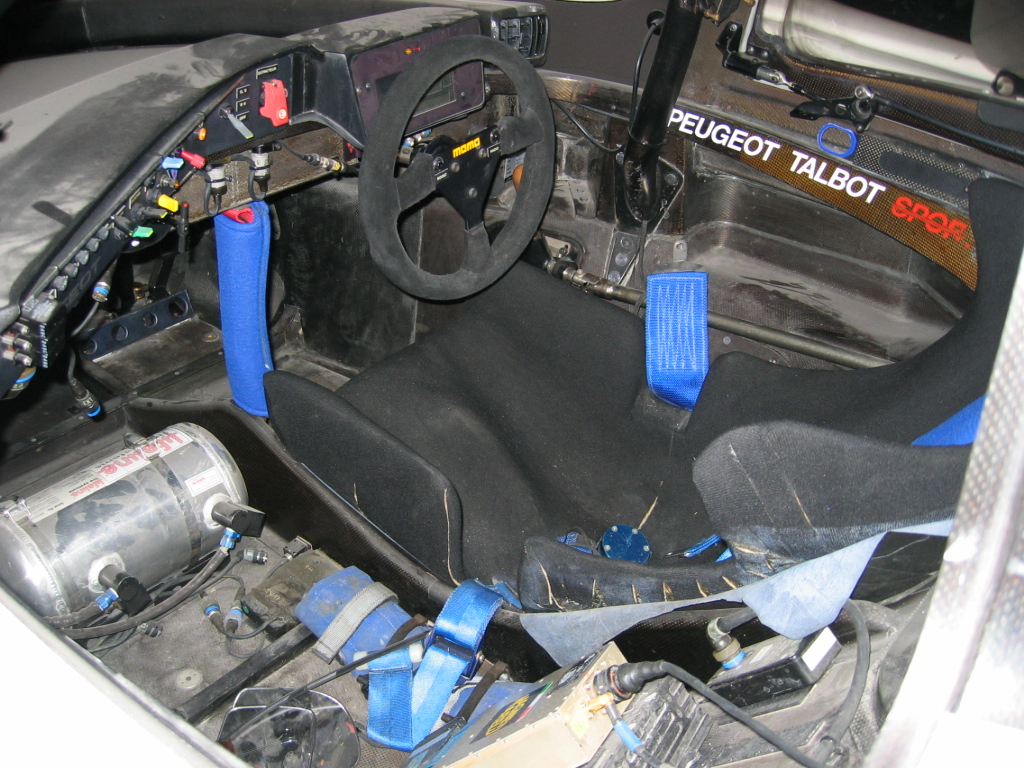
Poste de pilotage
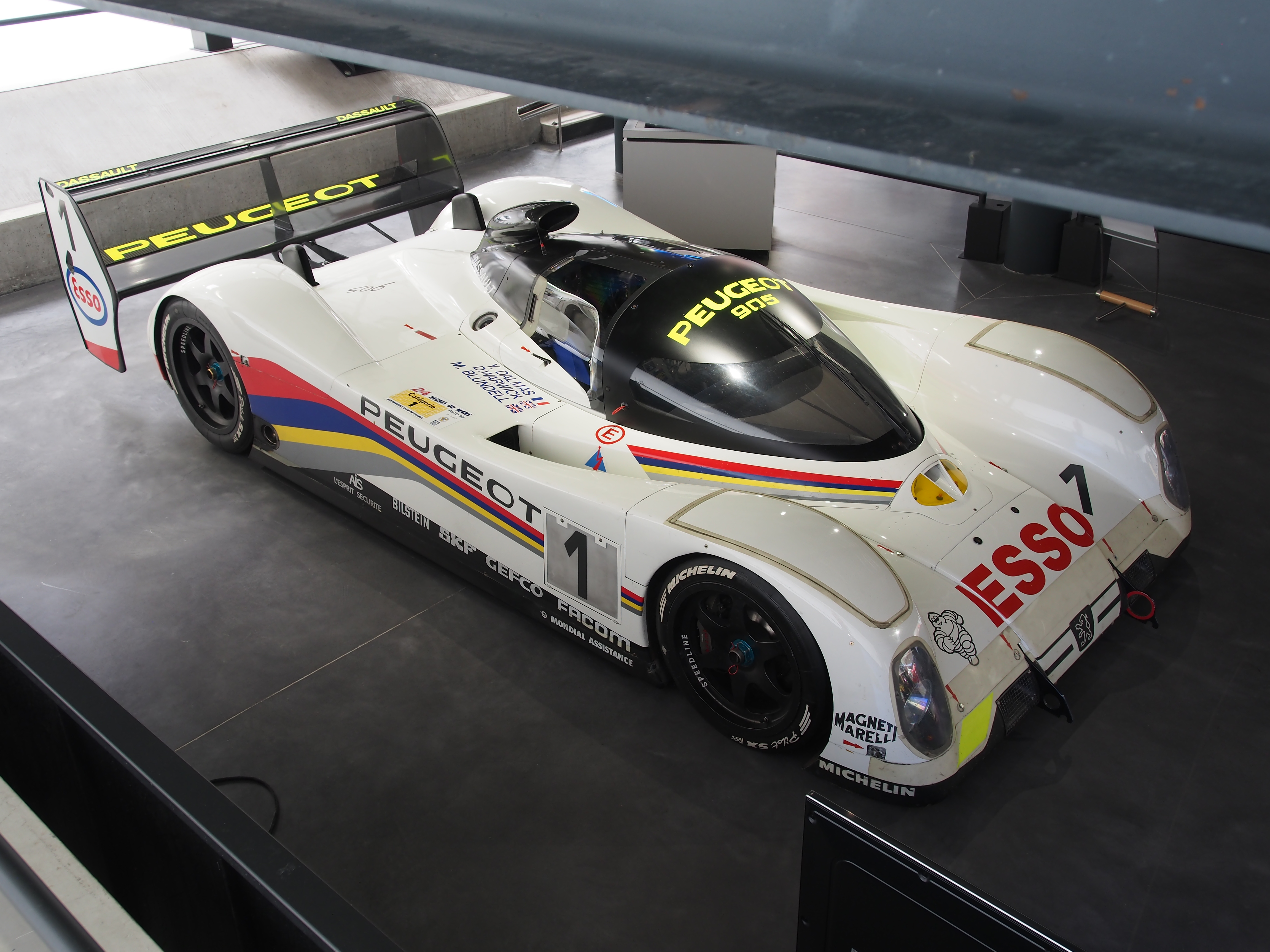
Vue entière